# Vallentunasjön
Vallentunasjön är en sjö i Täby kommun och Vallentuna kommun i Uppland som ingår i Norrströms huvudavrinningsområde. Sjön är 5 meter djup, har en yta på 5,78 kvadratkilometer och befinner sig 8 meter över havet. Sjön avvattnas av vattendraget Oxundaån. Vid provfiske har en stor mängd fiskarter fångats, bland annat abborre, björkna, braxen och gärs.
Norra delen av sjön kallas Kyrkviken. På 1500-talet kallades den delen av sjön Sorme Siö .
Sjön är kraftigt övergödd med extremt höga halter av näringsämnen som ger ett mycket dåligt siktdjup sommartid. Den har sitt utlopp i Mälaren, via bland annat Norrviken.

## Delavrinningsområde
Vallentunasjön ingår i delavrinningsområde (659850-162600) som SMHI kallar för Utloppet av Vallentunasjön. Medelhöjden är 23 meter över havet och ytan är 50,55 kvadratkilometer. Det finns inga avrinningsområden uppströms utan avrinningsområdet är högsta punkten. Oxundaån som avvattnar avrinningsområdet har biflödesordning 3, vilket innebär att vattnet flödar genom totalt 3 vattendrag innan det når havet efter 69 kilometer. Avrinningsområdet består mestadels av skog (27 procent) och jordbruk (19 procent). Avrinningsområdet har 5,78 kvadratkilometer vattenytor vilket ger det en sjöprocent på 11,4 procent. Bebyggelsen i området täcker en yta av 15,78 kvadratkilometer eller 31 procent av avrinningsområdet.

## Fisk
Vid provfiske har följande fisk fångats i sjön:
| - Abborre - Björkna - Braxen - Gärs - Gädda - Gös | - Karpfisk obestämd - Löja - Mört - Ruda - Sarv - Sutare |

## Projekt för att förbättra sjöns vattenkvalitet
Under perioden 2010 - 2015 har 100 ton fisk fångats i Vallentunasjön, främst braxen, mört och löja. Det har gjorts med målet att förbättra vattenkvaliteten och undvika algblomning. Projektet har haft viss framgång och gjort att siktdjupet förbättrats, men processen är långsam och det beräknas ta ett antal år för att få klart vatten i sjön.